# Autoridad Nacional del Agua
La Autoridad Nacional del Agua (ANA), es un organismo técnico especializado adscrito al Ministerio de Agricultura y Riego y se encarga de realizar las acciones necesarias para el aprovechamiento multisectorial y sostenible de los recursos hídricos por cuencas hidrográficas.  Es el ente rector del Sistema Nacional de la Gestión de los Recursos Hídricos.
Tiene sede en Lima, Perú.
El actual jefe de la Autoridad Nacional del Agua es el ing. Abelardo de la Torre Villanueva.

## Reseña
Fue    creado por Decreto Legislativo 997 el 13 de marzo de 2008. Su función principal es el aprovechamiento multisectorial y sostenible de los recursos hídricos por cuencas hidrográficas, en el  marco de la gestión integrada de los recursos naturales y de la gestión de la calidad ambiental nacional estableciendo alianzas estratégicas con los gobiernos regionales, locales y el conjunto de actores sociales y económicos involucrados

## Objetivos
- Administrar, conservar y proteger los recursos hídricos en las cuencas para alcanzar su aprovechamiento sostenible.

### Funciones
- En el artículo 15°, numeral 12, de la LRH,[3] se establecen las funciones de la ANA. Estas son: “Ejercer jurisdicción administrativa exclusiva en materia de aguas, desarrollando acciones de administración, fiscalización, control y vigilancia para asegurar la preservación y conservación de las fuentes naturales de agua, de los bienes naturales asociados a estas y de la infraestructura hidráulica, ejerciendo facultad sancionadora y coactiva”.
- En cuanto a la protección del agua, en el artículo 75° de la precitada ley, se precisa que: “La Autoridad Nacional del Agua, con opinión del Consejo de Cuenca, debe velar por la protección del agua, que incluye la conservación y protección de sus fuentes, ecosistemas y bienes naturales asociados a esta en el marco de la ley y demás normas aplicables. Cabe señalar que para dicho fin puede coordinar con las instituciones públicas competentes y los usuarios. La ANA a través del consejo de cuenca correspondiente, ejerce funciones de vigilancia y fiscalización con el fin de prevenir y combatir los efectos de la contaminación del mar, ríos y lagos en lo que le compete. Puede coordinar con los sectores de la administración pública, los gobiernos regionales y los gobiernos locales. El Estado reconoce como zonas ambientalmente vulnerables las cabeceras de cuenca, es decir, donde se originan las aguas”.
- Asimismo, en el artículo 103°, numeral 103.1, del reglamento de la ley antes citada, se señala que: “La protección del agua tiene por finalidad prevenir el deterioro de su calidad; proteger y mejorar el estado de sus fuentes naturales y los ecosistemas acuáticos; establecer medidas específicas para eliminar o reducir progresivamente los factores que generan su contaminación y degradación”.

## Dependencias
- Unidad de Glaciología y Recursos Hídricos, quien se encarga de monitorear y construir el, Inventario nacional de glaciares y lagunas[4]